# Zénète de l'Oriental marocain
Le zénète de l'Oriental marocain est un dialecte berbère parlé dans la province de Jerada, au sud-ouest de la ville d'Oujda. Il est étroitement lié aux parlers rifains, plus particulièrement le rifain oriental, ainsi qu'au parler des Beni-Snouss, en Algérie.
Le zénète de l'Oriental marocain est parlé au sein des tribus des Beni Bouzegou, Beni Ya'la, Zekara,  Bekhata, Haddiyin, Meharez et Rwaba',,.
Auparavant, ce dialecte était aussi parlé dans la région entre Debdou et Taourirt, à l'ouest de son aire de locution actuelle, au sein des tribus des Beni Koulal, Oulad Mahdi et Beni Chebel ; de nos jours, ces trois tribus sont arabophones,,,.